# Sakai Hiroto
Sakai Hiroto (sinh ngày 11 tháng 8 năm 1989) là một cầu thủ bóng đá người Nhật Bản.

## Sự nghiệp câu lạc bộ
Sakai Hiroto hiện đang chơi cho Vanraure Hachinohe.